# ایرج میلانی
ایرج میلانی (زاده ۱۳۴۲ در تبریز، ایران) مجری تلویزیون، کارشناس، مستندساز و طبیعتگرد است. او لیسانس کارگردانی فیلم و فوق لیسانس هنر از دانشگاه تهران دارد. به دلیل سفرهای پیوسته او به سراسر ایران به او لقب مارکوپولوی ایران داده‌اند.

## چهره ماندگار گردشگری
در همایش هم‌اندیشی تور گردانان و راهنمایان تور مدیرکل میراث فرهنگی، از او به عنوان تهیه کننده برنامه ایران بهشتی دیگر به عنوان نخستین چهره ماندگار گردشگری ایران معرفی شد.